# Torneio da Liga Metropolitana Cearense de Futebol de 1918
O Torneio da Liga Metropolitana de 1918 foi a quarta edição do certame realizado pela Liga Metropolitana Cearense de Futebol (LMCF) nos anos 1910 e foi vencido pelo Ceará Sporting Club. Foi também o quarto título consecutivo do clube alvinegro na competição.
Em igualdade com os torneios da LMCF anteriores a este, em 2008, após processo no Tribunal de Justiça Desportiva do Ceará e homologação por parte da Federação Cearense de Futebol (FCF), o título ganho pela equipe do Ceará em 1918 foi validado como título estadual cearense. Ainda assim, como nos torneios anteriores, nenhum outro clube foi reconhecido pela FCF como tendo participado do quarto certame da liga.

## Premiação
| Campeonato Cearense de 1918    |
| Fortaleza                      |
| ------------------------------ |
| CEARÁ Tetracampeão (4º título) |